# Michaelskirche (Ottobrunn)

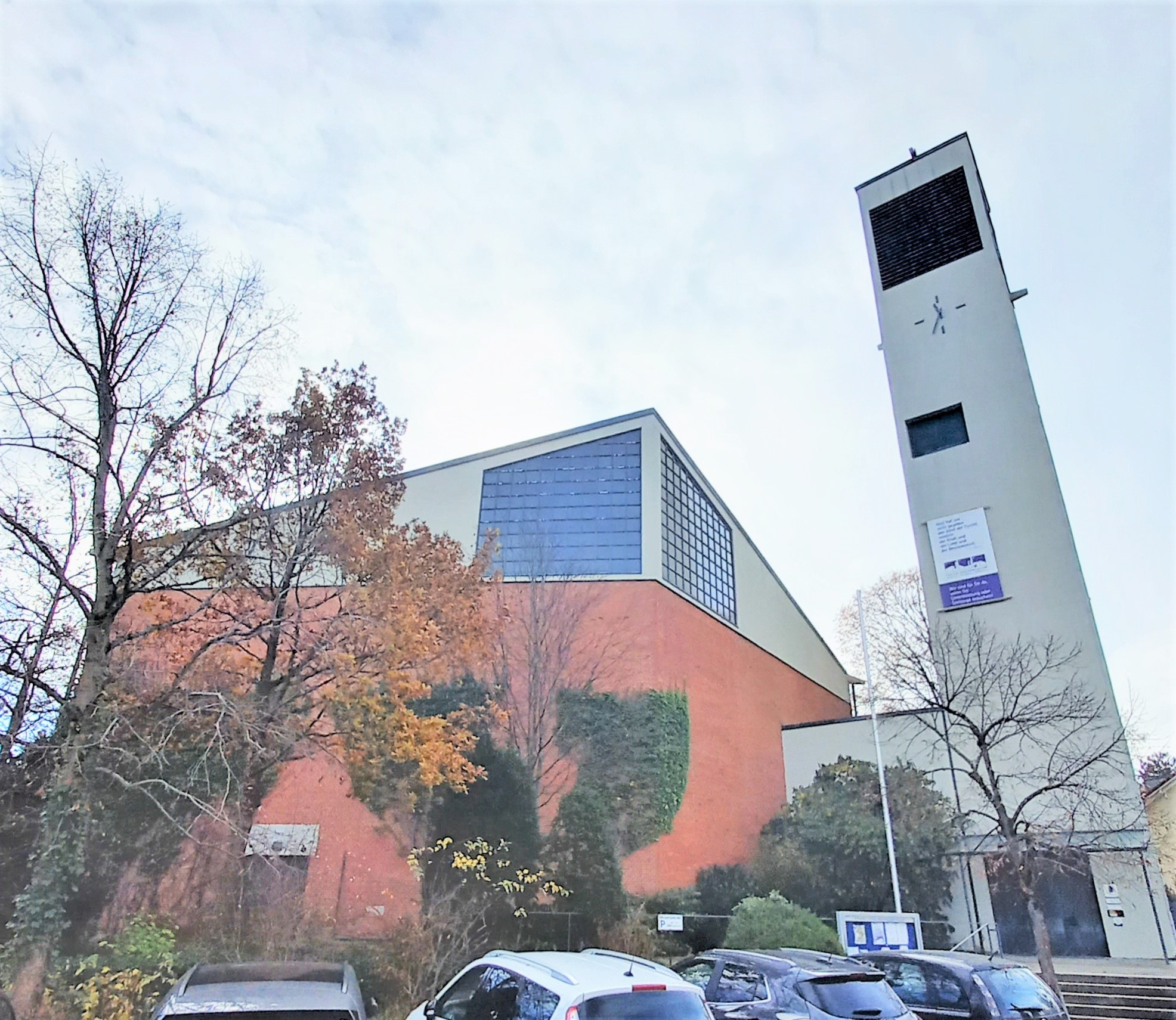
Michaelskirche Ottobrunn

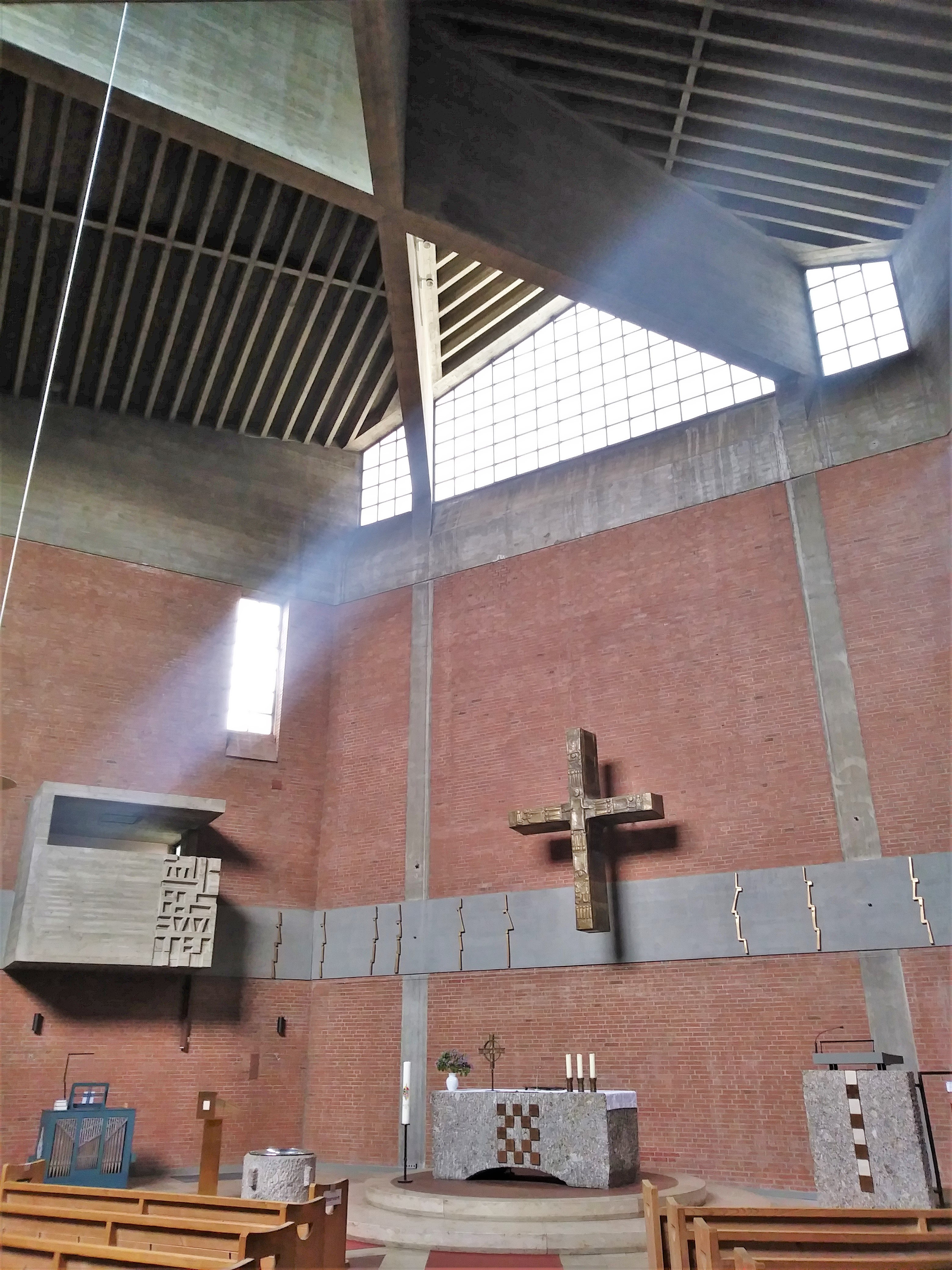
Blick auf Altar und Gegenempore

Die Michaelskirche ist ein evangelisch-lutherisches Kirchengebäude in Ottobrunn, Ganghoferstraße 26.

## Geschichte
Die Michaelskirche wurde nach Plänen des Architekten Theo Steinhauser gebaut und im März 1964 eingeweiht.
Der Grundriss des schlichten Baus besitzt die Form eines unregelmäßigen Fünfeckes. Im Inneren führen zwei Gänge zu dem Altar hin. Auf den beiden gegenüberliegenden Seiten befinden sich zwei große Emporen, von denen auf der Höheren die Orgel untergebracht ist. Beide Emporen sind über eine freitragenden Betonsteg mitsamt Treppe verbunden. Links neben dem Altar existiert sich eine kleine Gegenempore, die nur über eine Außentreppe erreichbar ist.

## Ausstattung
Beherrschendes Element im Innenraum ist das von Eva Moshack geschaffene Messingkreuz über dem Altar. Friedrich Koller schuf die die zwölf Apostel symbolisierenden Profilzeichen auf dem Betonfries, ebenso das Lesepult und die Antependien auf dem Altar und der Kanzel.
Die Gegenempore bietet im Bedarfsfall Platz für einen zusätzlichen Chor.
Seit 2008 gibt es eine Andachts- und Kinderecke.

### Orgel

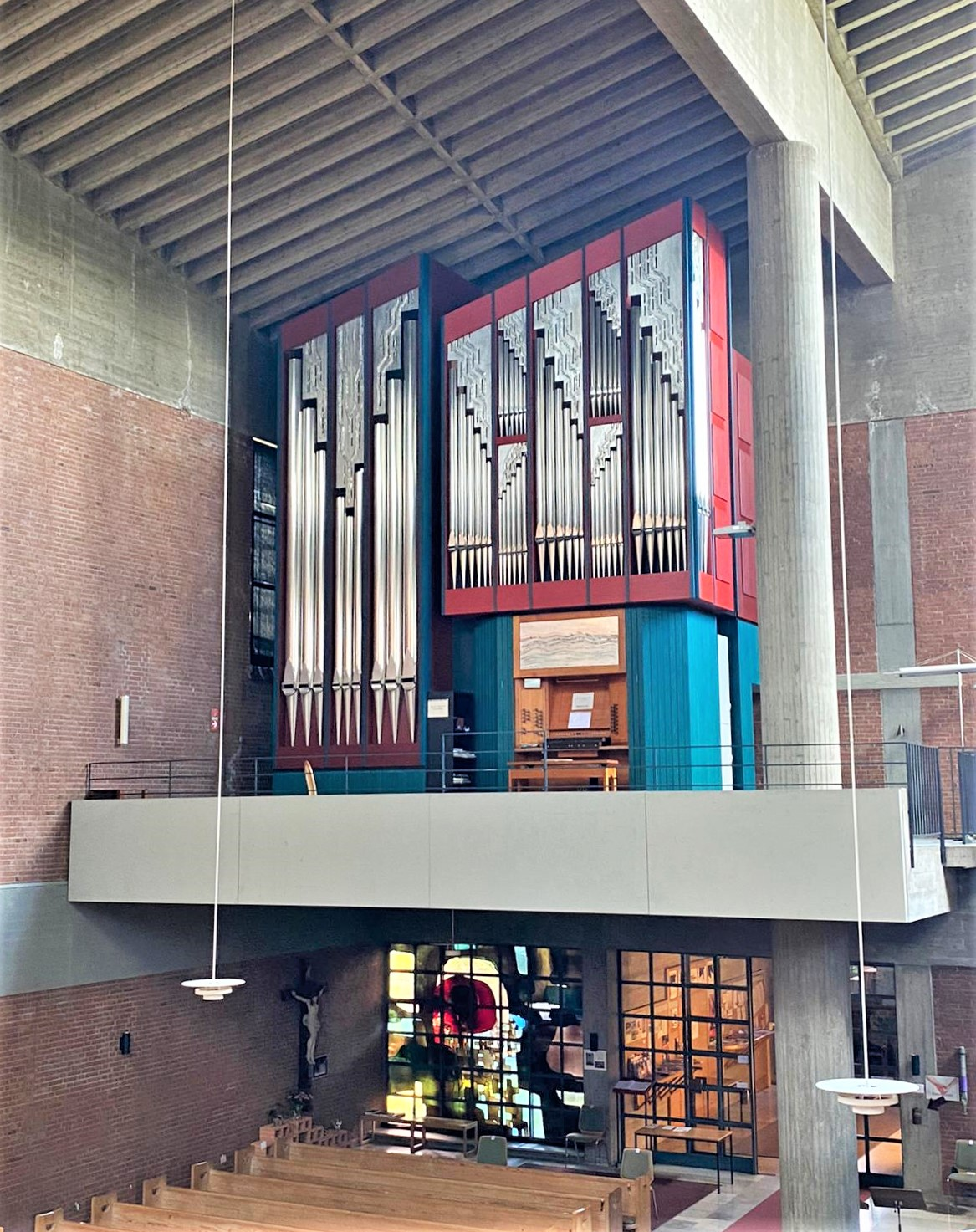
Andachtsecke und Orgel

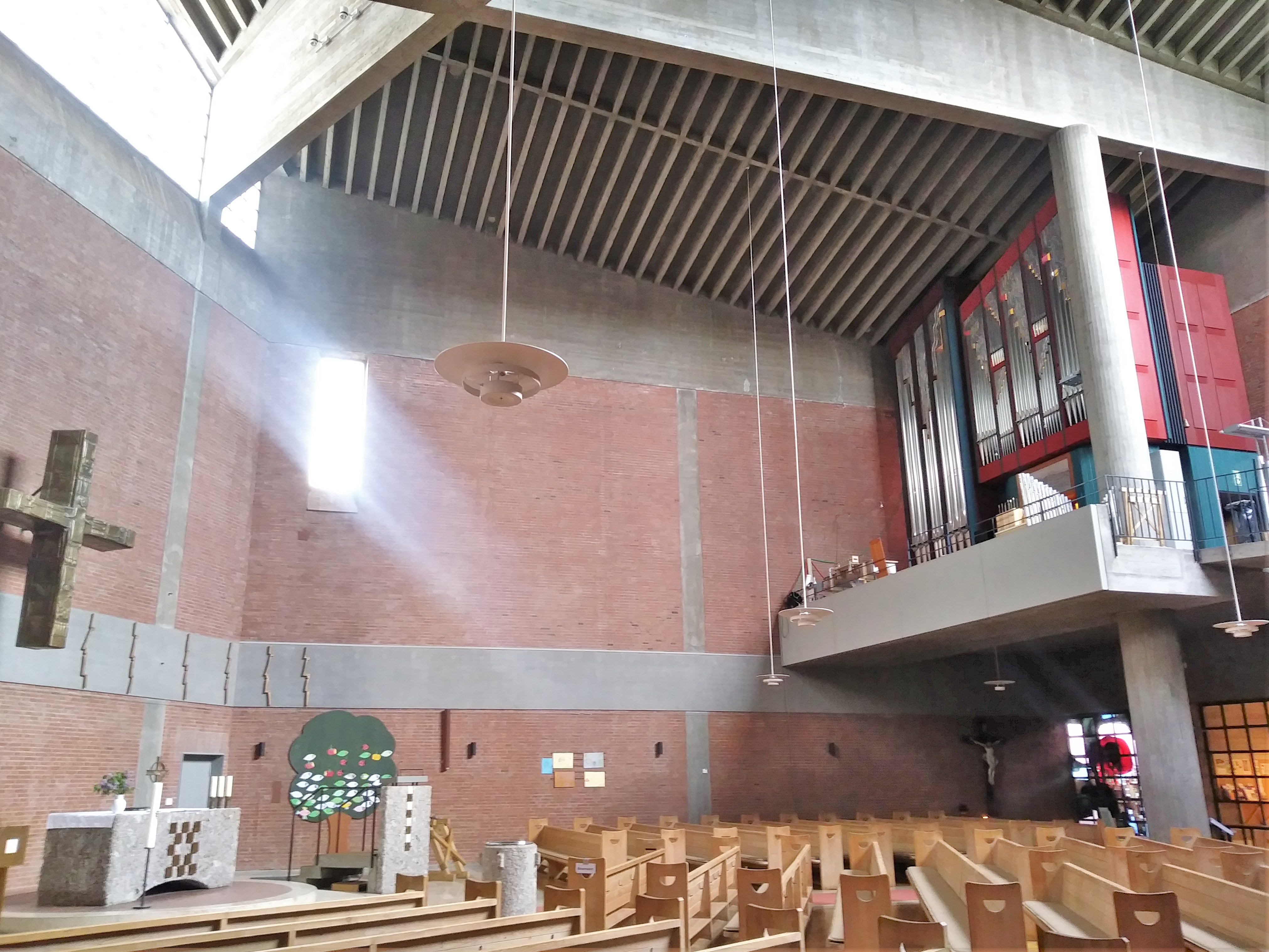
Blick zur Orgelempore

Die erste Orgel der Michaelskirche errichtete 1959 Guido Nenninger. Diese wurde 1995 durch einen Neubau von Rieger Orgelbau ersetzt. Die neue Orgel befindet sich auf einer etwas höher gelegenen Empore auf der Nordseite. Im Frühjahr 2020 wurde sie durch die Firma Frenger gereinigt, überholt und neu gestimmt. Darüber hinaus wurde das Register Gedackt 8' im Hauptwerk zu einer Rohrflöte 8' umgearbeitet sowie eine neue 32'-Schaltung mit 18 neuen Pfeifen eingebaut. Sie hat 32 Register auf zwei Manualen und Pedal.
| I Hauptwerk C–g3 |             |       |
| 1.               | Bourdon     | 16′   |
| 2.               | Principal   | 8′    |
| 3.               | Rohrflöte   | 8′    |
| 4.               | Oktav       | 4′    |
| 5.               | Nachthorn   | 4′    |
| 6.               | Quinte      | 2 ⁄3′ |
| 7.               | Superoctav  | 2′    |
| 8.               | Mixtur IV   | 1 ⁄3′ |
| 9.               | Cornet V    | 8′    |
| 10.              | Trompete    | 8′    |
|                  | Zimbelstern |       |

| II Schwellwerk C–g3 |                      |        |
| 11.                 | Holz Principal       | 8′     |
| 12.                 | Gedackt              | 8′     |
| 13.                 | Gamba                | 8′     |
| 14.                 | Prestant             | 4′     |
| 15.                 | Flûte traversière    | 4′     |
| 16.                 | Nazard               | 2 ⁄3′  |
| 17.                 | Doublette            | 2′     |
| 18.                 | Tierce               | 1 3⁄5′ |
| 19.                 | Larigot              | 1 ⁄3′  |
| 20.                 | Scharff III          | 1′     |
| 21.                 | Trompette harmonique | 8′     |
| 22.                 | Oboe                 | 8′     |
| 23.                 | Voix humaine         | 8′     |
| 24.                 | Clarion              | 4′     |
|                     | Tremulant            |        |

| Pedal C–f1 |           |     |
| 25.        | Untersatz | 32′ |
| 26.        | Principal | 16′ |
| 27.        | Subbaß    | 16′ |
| 28.        | Principal | 8′  |
| 29.        | Gemshorn  | 8′  |
| 30.        | Choralbaß | 4′  |
| 31.        | Posaune   | 16′ |
| 32.        | Trompete  | 8′  |

- Koppeln: II/I, I/P, II/P
- Spielhilfen: 16 mal 12 elektronische Setzerkombinationen

Anmerkungen
1. ↑  vormals Gedackt 8'
2. ↑  Der neue akustische Untersatz besteht aus 18 eigenen Pfeifen. Die tiefe Oktave von C-H ist akustisch gelöst: Subbaß 16' + selbstständige Quinte 10 2⁄3′; In der Nullage von c0-h0 Extension aus dem Subbaß 16′; ab c1 sechs eigene Töne.

Daneben gibt es noch eine Truhenorgel von Orgelbau Frenger & Eder aus dem Jahr 1994.

### Glocken
Das Geläut der Evangelischen Michaelskirche besteht aus vier Glocken. Sie wurden alle 1964 von Karl Czudnochowsky in Erding gegossen und hängen im 34 m hohen Glockenturm.
Die Glocken klingen in den Tönen e1 - g1 - a1 - c2.
| Nr. | Patronat        | Gussjahr | Gießer, Gussort            | Gewicht (kg) | Nominal | Inschrift                                              | Bildnis                               |
| 1   | Michaelsglocke  | 1964     | Karl Czudnochowsky, Erding | 1.079        | e1      | „Wer ist wie Gott“                                     | Christusmonogramm mit Alpha und Omega |
| 2   | Gabrielsglocke  | 1964     | Karl Czudnochowsky, Erding | 631          | g1      | „Ehre sei Gott in der Höhe“                            | Kreuz über Weltkugel                  |
| 3   | Stephanusglocke | 1964     | Karl Czudnochowsky, Erding | 517          | a1      | „Seid gleich den Menschen, die auf ihren Herrn warten“ | Kreuz mit Krone                       |
| 4   | Johannesglocke  | 1964     | Karl Czudnochowsky, Erding | 260          | c2      | „Siehe, das ist Gottes Lamm“                           | Christusmonogramm                     |

Ein Uhrschlag ist nicht vorhanden.